# Pithouse
 (août 2020).
La Pithouse est un site archéologique du comté de Montezuma, dans le Colorado, aux États-Unis. Protégée au sein du parc national de Mesa Verde, elle est desservie par la Mesa Top Loop Road.